# 明星 (BURNOUT SYNDROMESのアルバム)
『明星』（みょうじょう）は、BURNOUT SYNDROMESのメジャー3枚目のアルバム。2019年2月20日にEPICレコードジャパンから発売された。

## 概要
- 前作「孔雀」から1年ぶりのリリース。配信シングルとしてリリースされた『世界を回せ』『ナミタチヌ』『SPEECH』を含む、全10曲収録。
- 2019年3月からはこのアルバムを引っさげた全国ワンマンツアーを敢行予定（全8公演）。

## 収録曲
1. 星の王子さま -Ouverture-
2. 世界を回せ
2作目の配信限定シングル。
3. ダーウィンに捧ぐ
4. ナミタチヌ
3作目の配信限定シングル。『全国高校eスポーツ選手権』応援ソング[2]。
5. SPEECH
4作目の配信限定シングル。文化放送 受験生応援キャンペーン『キミはひとりじゃない』テーマソング。
6. MASAMUNE
7. あゝ
8. 我が家はルーヴル
9. 国士無双役満少女
10. 星の王子さま -Fin-